# آموزشکده

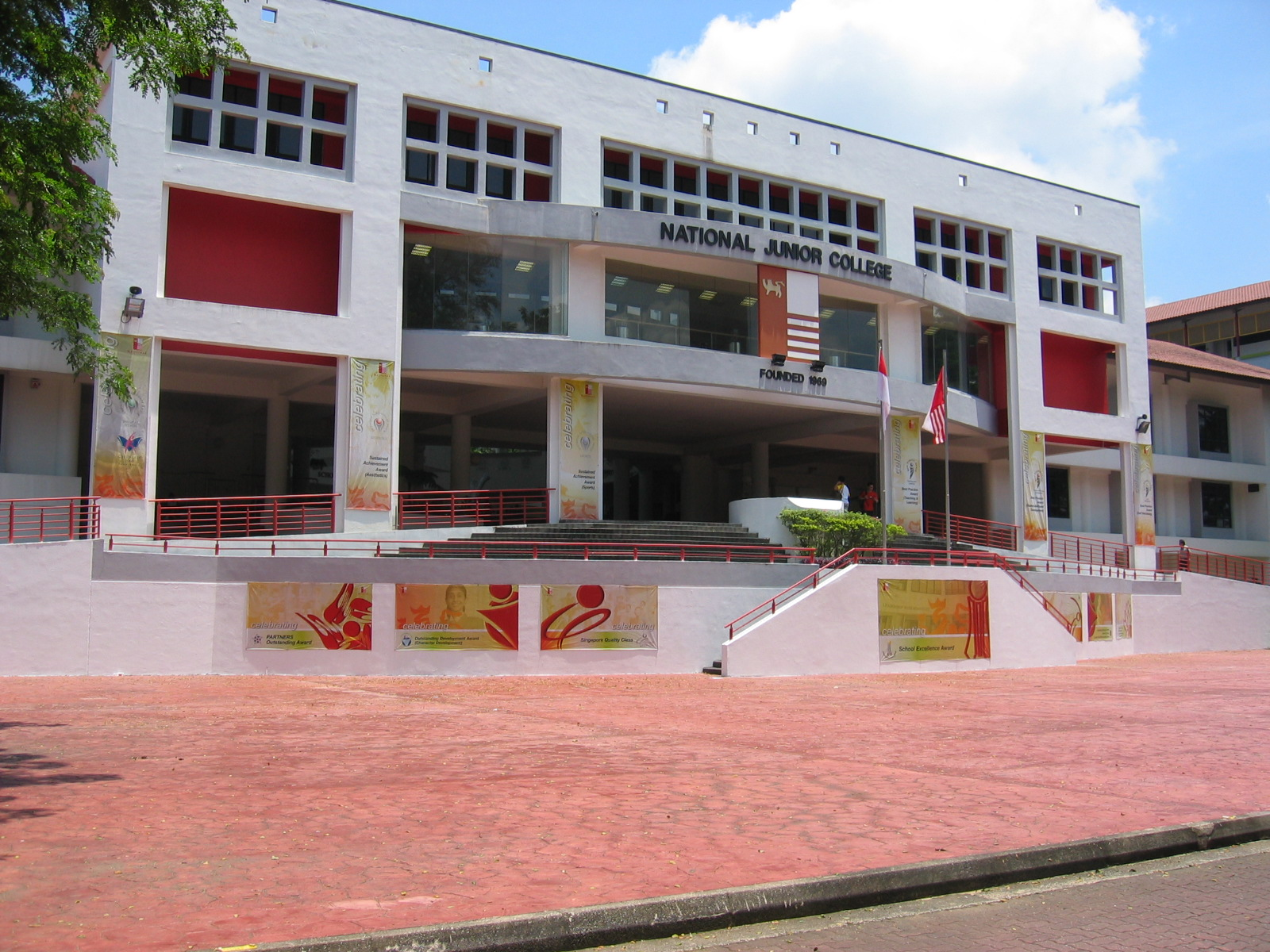
آموزشکده ملی. بوکیت تیما، سنگاپور

در بسیاری کشورها، آموزشکده مؤسسه‌ای آموشی است که از نظر مرتبه پس از دبیرستان قرار دارد و آموزشی دوساله می‌دهد که با آموزش دو سال نخستین کالج برابر است و دانشجویان را برای رفتن به دانشگاه آماده می‌سازد.

## در ایران
آموزشکده یک نهاد دانشگاهی است که تا مقطع کاردانی و کارشناسی است. آموزشکده در اصل برای دانشجویان فنی و حرفه‌ای هنرستان‌ها به وجود آمده‌است. برای آموزش تکنسین و افزایش مهارت دانشجویان و کار آفرینی ایجاد شده است و زیر نظر دانشگاه فنی و حرفه‌ای تحت نظارت وزرات علوم و تحقیقات و فناوری اداره می‌شود. اقتصاد کشورهایی مثل ایالات متحده به شدت وابسته به نیروی کار با مهارت و حرفه‌ای می‌باشد. بسیاری از دانش‌آموختگان کاردانی آموزشکده‌های فنی در کنکور شرکت می‌کنند و در همین آموزشکده‌ها یا در دانشگاه آزاد اسلامی در مقطع لیسانس ادامه تحصیل می‌دهند.